# Marmaduke Pattle
Marmaduke Thomas St. John Pattle, dit « Pat » Pattle (né le 3 juillet 1914 à Butterworth et mort au combat le 20 avril 1941 à Athènes) est un pilote sud-africain, as de l'aviation de la Royal Air Force (RAF) lors de la Seconde Guerre mondiale.
Pattle postule pour rejoindre l'armée de l'air sud-africaine à dix-huit ans, mais sa candidature est rejetée. Il se rend au Royaume-Uni et a rejoint la RAF en 1936 avec une commission de service de courte durée. Pilote dès 1937, Pattle est affecté au No. 80 Squadron RAF (en) basé en Égypte au début de la guerre, en septembre 1939. En juin 1940, l'Italie entre en guerre aux côtés des puissances de l'Axe et il commence des opérations de combat contre l'armée de l'air italienne, remportant ses premiers succès lors de l'invasion italienne de l'Égypte.
Après l'invasion italienne, son escadron est envoyé en Grèce en novembre 1940, où Pattle remporte la plupart de ses victoires. Pattle revendique une vingtaine d'avions abattus et, en mars 1941, il est promu squadron leader. Après l'intervention allemande, et en quatorze jours d'opérations, Pattle remporte de ses 24 à 50 victoires. Pattle revendique la destruction de cinq avions ou plus en une journée à trois reprises, ce qui lui valait le titre d'« as en un jour ». Pattle remporte son plus grand succès le 19 avril 1941, remportant six victoires. Le lendemain, fort de plus de victoires aériennes que tout autre pilote allié occidental, il décolle contre ordre, souffrant d'une forte fièvre, pour engager des avions allemands près d'Athènes. Il est vu pour la dernière fois en train d'affronter des chasseurs Messerschmitt Bf 110. Son Hawker Hurricane s'écrase en mer près du Pirée lors de ce combat aérien et Pattle est tué.
Pattle est parfois considéré comme le pilote du Commonwealth ayant obtenu le meilleur score de toute la guerre. Si toutes les revendications faites à son sujet sont correctes, son total aurait pu être même supérieur à 51. Au final, il est possible d'affirmer que son total final est d'au moins 40 unités et pourrait dépasser ce nombre. Les journaux de bord et les archives semi-officielles suggèrent ce chiffre, tandis que le personnel attaché à son escadron soupçonne que le chiffre est plus proche de 60. Au total, 26 des victimes de Pattle sont italiennes : 15 sont abattues avec des Gloster Gladiators, le reste avec des Hawker Hurricanes. Il est considéré comme l'as ayant obtenu le plus de points sur les appareils Gladiator et Hurricane (35 victoires).

## Biographie

### Enfance et études
Pattle est né à Butterworth, dans la province du Cap, le 3 juillet 1914. Il est le fils du sergent-major Cecil William John « Jack » Pattle (1884-1950) et d'Edith Brailsford (1881-1962), originaires d'Afrique du Sud et d'origine anglaise. Marmaduke doit son nom à son grand-père paternel, le capitaine Thomas Marmaduke Pattle, ancien de la Royal Horse Artillery qui émigre d'Angleterre en Afrique du Sud en 1875. Thomas devient le premier magistrat militaire de Butterworth. Jack Pattle suit son père dans l'armée britannique à l'âge de quinze ans. Il combat pendant la Seconde guerre des Boers et la Rébellion de Bambatha. Il étudie ensuite le droit et devient avocat. Jack Pattle rencontre Edith Brailsford en 1909. Brailsford est une infirmière anglaise qui vit en Afrique du Sud depuis l'âge de cinq ans. Jack Pattle et Edith Brailsford se marient en 1912. Deux ans plus tard, ils ont deux fils, Cecil et Marmaduke.
Enfant, Marmaduke est doué pour les études, passionné de boxe et de natation d'endurance. Passionné de mécanique, notamment de moteurs à combustion, il construit déjà des maquettes d'avions et d'autres véhicules en Meccano dès l'âge de douze ans. Adolescent, il devient un mécanicien amateur passionné, réparant l'automobile familiale et apprenant à conduire. Marmaduke n'est pas un travailleur acharné et ne se lance pas dans des études supérieures, mais il est considéré comme doté d'une intelligence supérieure à la moyenne. En 1929, il réussit l'examen du Junior Certificate avec mention très bien. Ce certificat lui permet d'intégrer la Victoria Boy's High School (Graeme College), dont il sort diplômé en 1931.
Bien qu'il envisage une carrière d'ingénieur dans les mines, Pattle postule pour rejoindre l'armée de l'air sud-africaine en 1932 et occupe des emplois subalternes en attendant une réponse. Pendant plusieurs mois, il travaille dans une station-service appartenant à un oncle.

### Service militaire
Le 22 mars 1933, il est convoqué à un entretien pour une commission dans l'armée de l'air à Pretoria. Figurant parmi les trente candidats en lice pour trois places, il est refusé pour manque d'expérience de vol. Déterminé à remédier à ce manque, il se rend à Johannesbourg et commence à prendre des cours de pilotage. Pour financer sa nouvelle ambition, il travaille pour une compagnie minière, la Sheba Gold Mine. Ce travail lui plait tellement qu'il envisage d'étudier pour obtenir un diplôme d'ingénieur minier. Sa passion pour l'aviation s'estompe, mais la visite impromptue d'un avion de transport permet à Pattle d'en avoir un aperçu, ce qui ravive son intérêt. À peu près au même moment, le ministère de la Défense (en) créé le Special Service Battalion (en) (SSB) pour employer les jeunes Sud-Africains qui peinent à trouver du travail en raison de la Grande Dépression. Pattle s'engage en 1936, espérant que cela le mène à une carrière dans l'armée de l'air. Il suit la formation de base et effectue son service national, étant entendu qu'il aurait la possibilité d'intégrer l'armée de l'air comme instructeur à la fin de ses quatre années de service.
Pattle travaille à cet objectif pendant un certain temps jusqu'à ce que, fin 1935, il tombe par hasard sur un exemplaire du Johannesburg Star. Le journal contient une annonce de la Royal Air Force (RAF) proposant des commissions de service de courte durée de cinq ans aux cadets de l'Empire britannique. Les projets d'expansion de la RAF exigent un afflux important de personnel compétent au sein de l'organisation, face au réarmement et au besoin croissant de combattants. Pattle, convaincu qu'une carrière dans la RAF offre de meilleures perspectives qu'une carrière d'instructeur en Afrique du Sud, postule. Début 1936, il est invité à se rendre au Royaume-Uni. Il prend  à ses frais l'avion pour Londres afin de participer aux processus de sélection et se voit proposer une commission par le comité de sélection. Il retourne immédiatement en Afrique du Sud pour organiser son émigration vers la Grande-Bretagne et embarque à bord du SS Llandovery Castle le 30 avril 1936.

### Carrière dans la RAF
Pattle est affecté à une école de pilotage civile de la base aérienne Prestwick (en) (RAF Prestwick), gérée par Scottish Aviation Limited. Il commence officiellement sa formation le 29 juin 1936. Il réussit bien ses examens théoriques, obtenant 99 % en tir et 91 % en pilotage. Il pilote un biplan d'entraînement monomoteur De Havilland DH.82 Tiger Moth et obtient sa licence à la fin juillet, en partie grâce à ses compétences de pilote et aussi parce que le ministère de l'Air souhaite former des pilotes qualifiés. Il termine sa formation en deux mois et est classé au-dessus de la moyenne après avoir réussi son examen avec brio. Pattle reçoit le matricule no 39029.

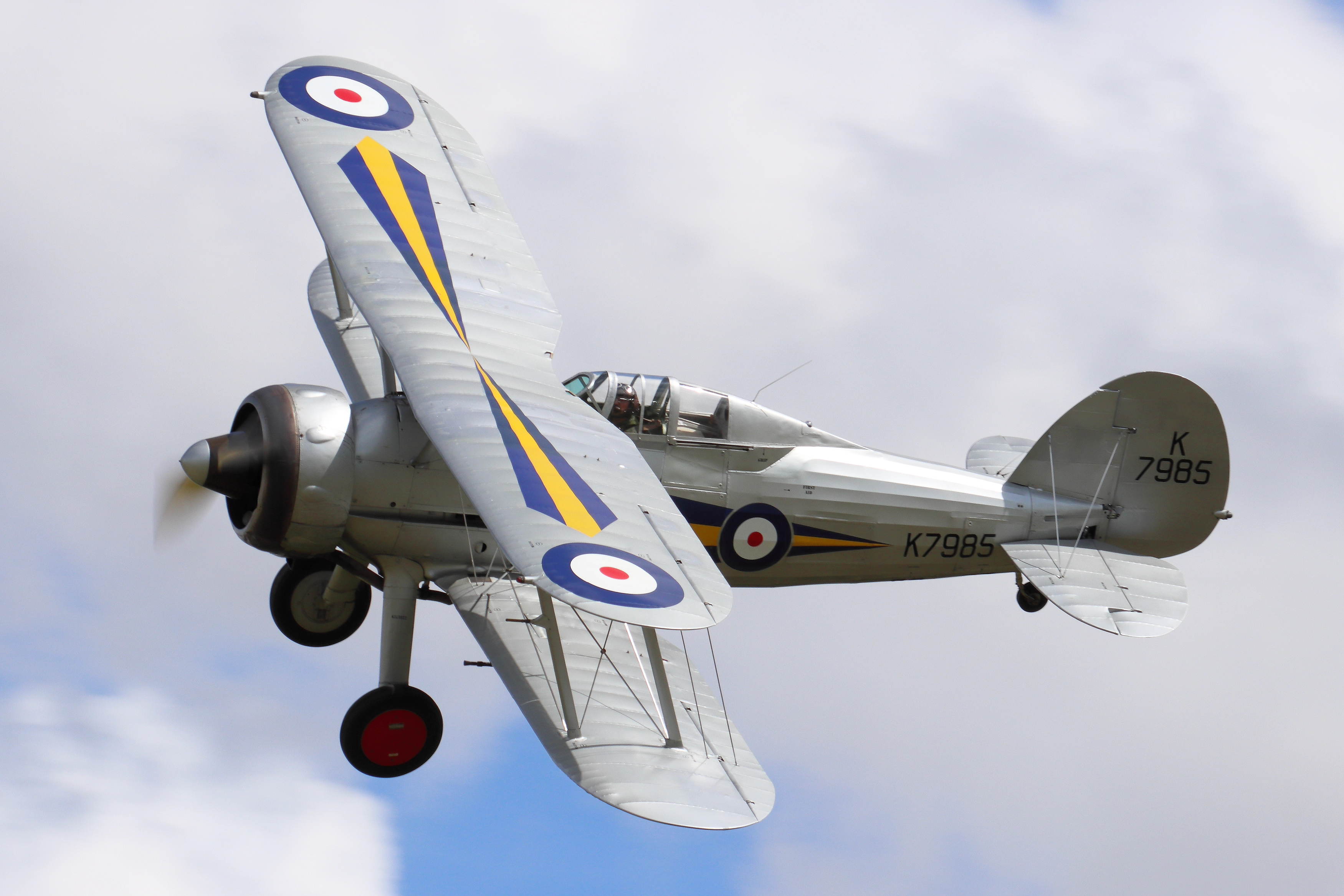
Un Gloster Gladiator aux couleurs de la RAF.

Pattle est envoyé à la No. 10 Elementary Flying School de la base aérienne Ternhill (en) (RAF Ternhill), dans le Shropshire. Il passe trois mois au sein de l'escadron d'entraînement de base, puis trois mois supplémentaires au sein de l'escadron d'entraînement avancé. Le 24 août 1936, il devient pilot officer par intérim. En novembre, il réussit ses examens techniques, obtenant 98 % en mécanique des moteurs d'avion et 96 % en météorologie, ainsi que 95 % en mécanique appliquée. La formation de base au pilotage prend fin et Pattle obtient un score de 88,5 %. Sa formation avancée commence en novembre 1936 sur le Gloster Gauntlet. Il termine sa formation un peu plus tard que prévu, en mars 1937, en raison du mauvais temps qui limite ses vols. Son rapport final le qualifie « d'exceptionnel ».
Pattle rejoint le No. 80 Squadron RAF (en). L'escadron est en pleine reconstitution à la base aérienne Kenley (RAF Kenley), et il peut piloter le chasseur Gloster Gladiator pour la première fois en mai 1937. En juin, l'unité est transférée à la base aérienne Debden (RAF Debden). Là, ils s'entraînent au combat aérien contre les escadrons du RAF Bomber Command qui effectuent des simulations de raids contre Londres. Au cours de ces exercices, il maîtrise le tir de déviation (en), une technique qui consiste à tirer devant une cible en mouvement afin que le projectile touche la cible à un point prédéterminé. Pattle développe ses propres tactiques aériennes. Il préfère attaquer à plus haute altitude que sa cible, la confrontant de face, puis attendant le passage de l'ennemi avant de se retourner et de piquer pour attaquer par le côté et l'arrière. Il retient généralement son tir jusqu'à arriver très près de sa cible pour être sûr d'atteindre son adversaire. Ses qualités d'officier lui valent d'être promu adjudant d'escadron. Pilote doué et tireur de précision par nature, il s'efforce de perfectionner ses deux talents, effectuant des exercices pour améliorer sa vision de loin et aiguiser ses réflexes. Il progresse en grade au sein de l'escadron et est promu au grade de pilot officer le 27 juillet 1937.
Le 29 avril 1938, Pattle accompagne l'unité en Égypte, chargée de la défense du stratégique canal de Suez. Durant son séjour en Égypte, Pattle mène des opérations d'attaque au sol contre les rebelles arabes. Il tire sur l'ennemi à plusieurs reprises.

### Seconde Guerre mondiale

#### Campagne d'Afrique du Nord
Après le déclenchement de la Seconde Guerre mondiale, l'unité, pilotant des Gloster Gladiators, se rend à la frontière libyenne où Pattle participe à ses premiers combats en août 1940. Le 80e escadron reçoit l'ordre de déployer une de ses escadrilles à Sidi Barrani en prévision des attaques aériennes italiennes. L'escadrille « B », commandée par Pattle, se dirige vers l'aérodrome avancé. Le 4 août 1940, Pattle remporte ses premières victoires. Escortant un Westland Lysander, Pattle et son escadrille attaquent d'abord une force composée de six Breda Ba.65/A80 de la 159e Squadriglia et de six Fiat CR.42 de la 160e Squadriglia. Pattle surpasse un Breda, mais est ensuite attaqué par les Fiat CR.42 de l'escorte. Il parvient à en toucher un, qu'il voit tomber en vrille, mais est lui-même attaqué plus tard par une autre formation de Breda et de CR.42. Les Breda piquent et lancent des attaques par le côté et par le travers. Pattle les évite en faisant demi-tour et en ouvrant le feu sur la cible la plus proche. Ils piquent de nouveau pour gagner de la vitesse, montent en flèche, puis attaquent Pattle. Les canons du Gladiator s'enrayent un à un, le laissant sans défense, hormis des simulacres d'attaques. Après quinze minutes de combat, alors qu'il évite un chasseur ennemi, il se retrouve dans le champ de vision d'un autre et est touché. Les commandes du gouvernail de Pattle sont détruites, ce qui le pousse à monter à 120 mètres et à sauter en parachute.
Il est probablement abattu par l'as italien de la guerre d'Espagne, le lieutenant Franco Lucchini, de la 90e Squadriglia (10e Gruppo, 4e Stormo). Il atterrit, essoufflé, et fait le mort pour éviter d'être mitraillé. Il commence à marcher vers les lignes alliées et traverse la frontière vers midi le lendemain. Deux jours plus tard, il est secouru par un détachement du 11th Hussars, qui le ramène à Sidi Barrani,. Pattle est irrité. Il considère avoir été abattu par les Italiens comme une honte et considère cet épisode comme une atteinte à sa réputation. Après sa marche forcée vers les lignes amies, il est également déterminé à ne plus jamais se perdre dans le désert. Il s'envole donc pour Alexandrie et achète une boussole dont il ne se sépare plus.
Le 8 août, Pattle remporte deux autres victoires (sa 3e et 4e). Alors qu'il dirige 14 Gladiators du 80e escadron lors d'une attaque surprise contre 16 Fiat CR.42 des 9e et 10e Gruppi du 4e Stormo, au-dessus de Gabr Saleh, en territoire italien. Trois ennemis doivent sauter en parachute et trois autres effectuent un atterrissage forcé. Un pilote, Norino Renzi, pilote de la Regia Aeronautica depuis le 25 décembre 1930 et membre avant-guerre du groupe de voltige du 4e Stormo, est tué. « Shorty » Graham, l'ailier de Pattle ce jour-là, confirme avoir vu deux appareils fondre sur Pattle. Le 3 septembre 1940, Pattle est promu flight lieutenant.
Trois jours plus tard, l'invasion italienne de l'Égypte commence. Au grand dam de Pattle, l'escadron est fortement impliqué dans des opérations d'appui aérien rapproché et reçoit donc l'ordre spécifique d'éviter le combat aérien, sauf en cas d'attaque. Il lui arrive de croiser des avions italiens, mais la vitesse limitée du Gladiator empêche Pattle de les poursuivre. Pattle réussit toutefois à endommager un bombardier Savoia-Marchetti SM.79 qui dégage de la fumée noire, mais qui pique et que Pattle ne peut rattraper. La vitesse du SM.79 lui permet d'échapper régulièrement aux chasseurs de la RAF,. L'unité se retire à Habbaniyah pour se rééquiper en appareils Mark II, la version améliorée de leurs appareils, mais est ensuite envoyée en Grèce.

#### Guerre italo-grecque

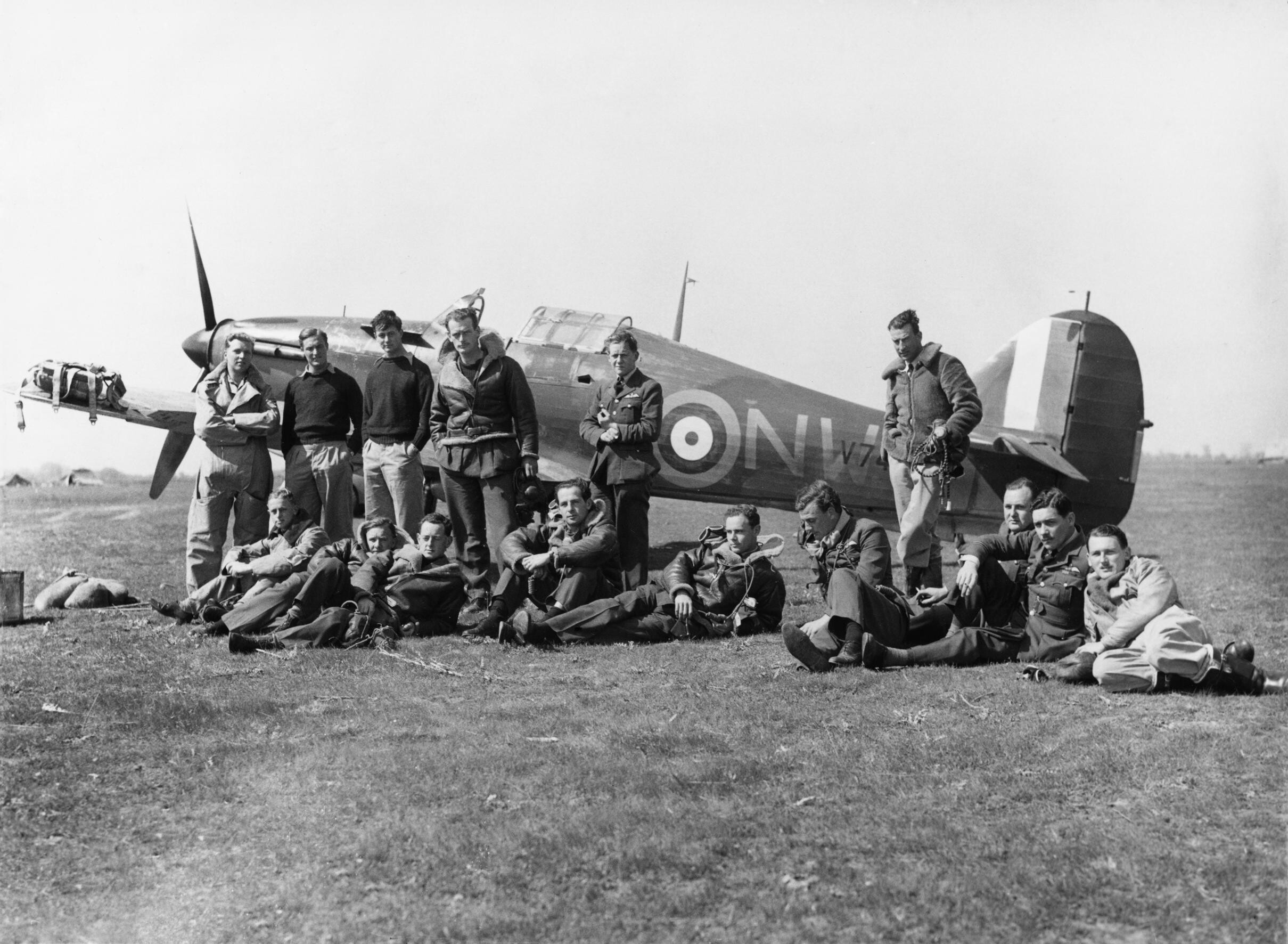
Pattle (6e depuis la droite, sur reposant sur son coude), avec le No. 33 Squadron RAF devant un Hawker Hurricane, à Larissa vers 1941.

En novembre, l'escadron est transféré dans les Balkans pour aider l'armée de l'air grecque à lutter contre l'invasion italienne. Le 8 novembre, l'escadron et ses nouveaux Gladiators II quittent leur base de Sidi Haneish pour Abou Suweir. Là, les pilotes bénéficient de deux jours de permission. Le 16 novembre 1940, l'escadron arrive à Athènes et se dirige vers des aérodromes au nord de la capitale. L'aérodrome de Pattle est situé à Éleusis, en Attique, à vingt kilomètres environ à l'ouest de la capitale. Ils restent pour organiser l'escadron, mais se rendent à Tríkala, ville près de la frontière entre l'Albanie et la Grèce, quelques heures plus tard.
Pattle connait un succès significatif. Le 19 novembre 1940, avec huit autres pilotes du 80e escadron, il attaque des Fiat CR.42 et des Fiat G.50bis près de l'aérodrome italien de Koritza. Au cours de ce combat, la RAF revendique neuf appareils, dont deux probablement détruits, tandis que le 160e Gruppo Autonomo italien perd trois Fiat CR.42 et en endommage un autre, et que la 355e Squadriglia du 24e Gruppo Autonomo, perd un G.50. Quatre pilotes italiens sont tués, tandis que la RAF perd un Gladiator. Pattle revendique deux CR.42 au cours de la bataille et son ailier Heimar Stucky (lui-même blessé au combat plus tard) voit les deux appareils prendre feu et s'écraser près de Koritza, tuant les pilotes. Les canons de Pattle s'enrayent pendant la bataille et il est contraint d'interrompre le combat. Pattle note également la vitesse inférieure du Gladiator face au Fiat G.50. Les pilotes italiens peuvent facilement distancer les Gladiators en cas d'infériorité numérique. Ses rapports de combat soulignent également l'inefficacité des tirs italiens, qui tirent et se dispersent de trop loin. Ayant repris de la pression dans ses canons, il rencontre un G.50 isolé. Convaincu de ses capacités, il place le Gladiator sous et devant le chasseur italien pour tenter le pilote ennemi, mais ne parvient pas à le faire engager le combat. Entre le 27 et le 29 novembre, Pattle revendique quatre victoires. Volant comme escorte pour des Bristol Blenheims, Pattle engage trois Savoia-Marchetti SM.79 et en partage deux avec onze autres pilotes. Le 29 novembre, il partage la victoire avec William Vale, tous deux revendiquant deux victoires « endommagées ».
Le 2 décembre, il remporte deux victoires (7e et 8e). Dans la région de Gjirokastër, Pattle abat un IMAM Ro.37bis de la 42e Squadriglia, 72e Gruppo, et le pilote Luigi Del Manno et son observateur Michele Milano sont tous deux tués. Dans l'après-midi, Pattle abat un autre Ro.37bis du 72e Gruppo près de Përmet, tuant les occupants,. Le 4 décembre 1940, la RAF revendique neuf Fiat CR.42 détruits et deux probables. Pattle, dont l'appareil est touché au niveau du réservoir principal et d'un hauban d'aile, revendique trois CR.42, et deux autres comme victoires probables car il a vu deux ses victimes sauter en parachute. Selon les archives de combat italiennes, le 150e Gruppo, impliqué dans ce combat, ne perd que deux CR.42.

L'invasion italienne de la Grèce ou guerre italo-grecque, en 1940-1941.

Pattle remporte un nouveau succès le 20 décembre 1940. Ce jour-là, il remporte douze ou treize victoires aériennes. Couvrant le repli des Bristol Blenheims du No. 211 Squadron RAF (en) au-dessus du secteur de Këlcyrë, il manque le rendez-vous. Pattle opte alors pour une patrouille entre Tepelen et Këlcyrë. Il intercepte une escadrille de Savoia-Marchetti SM.79 escortés et les attaque avant que l'escorte ne puisse réagir. Il en abat un lors d'une attaque frontale. L'équipage saute en parachute et le bombardier s'écrase près de Tepelen. Deux Gladiators, endommagés, doivent se replier après avoir été touchés par des tirs de riposte. Il repère bientôt une autre formation de Savoia-Marchetti SM.81, beaucoup plus lente. Il utilise toutes ses munitions et observe un pilote italien tenter un atterrissage forcé, mais le bombardier heurte un arbre et se désintégre à environ 24 kilomètres au nord de Këlcyrë. Les victimes appartiennent au 104e Gruppo et aux 252e et 253e Squadriglia,. Le 21 décembre, il abat un CR.42, mais son unité perd le squadron leader Hickey. Ce dernier saute en parachute et est mitraillé dans sa descente. Le sous-lieutenant Ripley est également tué ; Pattle étant témoin de sa mort. L'escadron remporte plusieurs victoires. La 15e et dernière victoire de Pattle à bord du Gladiator est remportée le 9 février 1941. Entre-temps, le 28 janvier 1941, il participe pour un tiers à la destruction d'un CANT Z.1007 et pour une demi-part à la destruction d'un Fiat BR.20. Pour ses actions, Pattle reçoit la Distinguished Flying Cross (DFC) le 11 février 1941.
Le No. 80 Squadron RAF (en) est rééquipé de Hawker Hurricane Mk I plus récents le 20 février 1941. Ce jour-là, Pattle, aux commandes d'un Hurricane Mk I no V7724, dirige un groupe de six Hurricane escortant seize bombardiers légers Blenheim — huit du No. 84 Squadron RAF (en), six du No. 211 Squadron RAF (en) et trois du No. 30 Squadron RAF (en) — jusqu'à Berat. Des Fiat G.50bis des 361e et 395e Squadriglia, 154e Autonomo Gruppo, décollent de l'aérodrome de Berat, mais sont attaqués par les Hurricanes volant à plus haute altitude. Pattle mène sa section directement vers quatre Fiat G.50 et choisit l'avion de tête comme cible. C'est la première fois qu'il tire avec les huit canons du Hurricane et le G.50 explose. Le Fiat G.50 appartient au 154e Gruppo et c'est la première victoire remportée par Pattle sur un Hurricane,. Un autre CR.42 est victime de Pattle le 27 février 1941, sa 17e victoire. Son Hurricane subissant toutefois un trou de balle dans le réservoir.

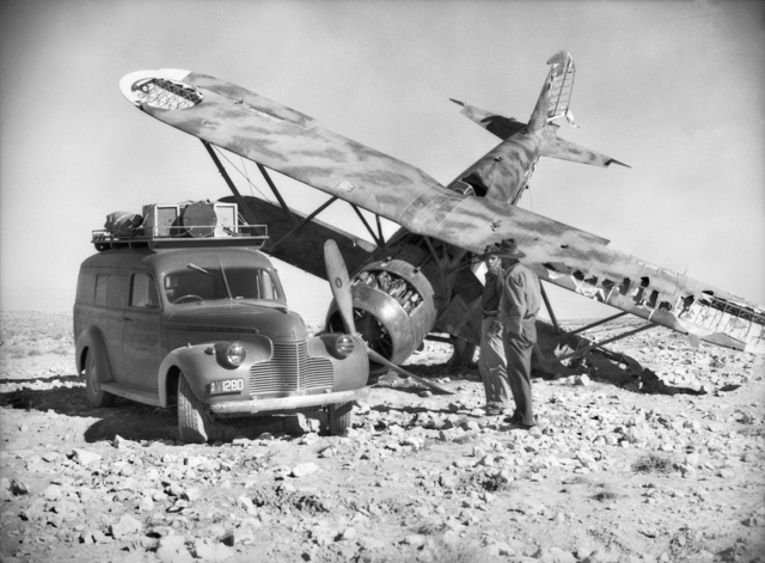
Un Fiat CR.42 écrasé en Afrique du Nord vers 1940-1941. Pattle revendique quatorze de ces avions, plus qu'un autre modèle.

Le 28 février, les pilotes britanniques en Grèce célèbrent leur plus grand succès au combat. En effet, le 80e escadron revendique 27 avions italiens sans la moindre perte en 90 minutes de combat aérien. Pattle lui-même revendique trois Fiat CR.42 abattus en moins de trois minutes. La Regia Aeronautica affirme ce jour-là n'avoir perdu qu'un seul CR.42, plus quatre Fiat BR.20 et deux G.50bis. Les Italiens revendiquent six Gladiators et un Supermarine Spitfire — bien qu'aucun ne sont présents sur le théâtre méditerranéen avant mars 1942 — alors qu'en fait, un seul Gladiator du 112e escadron est perdu, tandis que deux Blenheims, attaqués par des CR.42, s'écrasent à leur retour à la base. Lors d'un précédent combat au sud de Vlora (Vlorë), Pattle doit rentrer à la base avec le pare-brise couvert d'huile provenant d'un bombardier ennemi abattu. Son bilan s'élève alors à 21 victoires aériennes,. Des sources ultérieures suggèrent que deux des victoires revendiquées par Pattle sont contre le 37e Stormo.
Le 4 mars 1941, Pattle revendique trois chasseurs ennemis Fiat G.50bis (22e, 23e et 24e victoires) contre le 24e Gruppo. Il revendique le premier, tandis que Nigel Cullen (en), un autre as de premier plan, vole comme ailier. Escortant des Blenheims pour attaquer des navires de guerre italiens, les deux hommes sont attaqués par un G.50 solitaire. Pattle engage le combat et l'abat : son train d'atterrissage s'abaisse et il roule sur le flanc d'une montagne, juste au nord d'Himarë. Pattle cherche Cullen, s'attendant à le voir derrière lui, mais ne voit aucun signe de l'Australien. Il suppose que Cullen est parti en reconnaissance après avoir manqué la victoire de Pattle. Ce dernier, désormais seul, il est attaqué par un autre G.50bis solitaire alors qu'il vole vers Vlora. Après un bref combat, il abat le Fiat. Il s'écrase en mer au sud-ouest du port de Vlora. Il est ensuite impliqué avec un troisième chasseur similaire et prétend l'avoir abattu, provoquant des flammes. De retour à la base, il est informé que Cullen est porté disparu. Pattle et l'escadron estiment qu'il a probablement été abattu et tué.

#### Squadron leader
Le 12 mars 1941, Pattle est promu Squadron leader. Le lendemain, l'escadron retourne à Éleusis, au nord d'Athènes. De là, Pattle est réaffecté au No. 33 Squadron RAF (en). Pattle reçoit une barrette à sa Distinguished Flying Cross (DFC) le 18 mars 1941, mentionnant : « En mars 1941, lors d'un engagement au-dessus d'Himarë, le capitaine d'aviation Pattle abattit trois chasseurs ennemis. Ce pilote de chasse courageux et habile a maintenant détruit au moins 23 avions ennemis ».
Pattle arrive à Athènes et est immédiatement peu impressionné par le 33e escadron, de nombreux vétérans estimant que l'un des leurs aurait dû être promu à sa place. Il rassemble les pilotes et fait part de ses intentions :
« C'est mon premier commandement. J'ai l'intention d'en faire un succès. Vous avez fait du bon travail dans le désert, mais vous n'êtes pas un bon escadron. Un bon escadron a l'air intelligent. Vous avez l'air débraillés ! Votre pilotage, à mon avis, est approximatif. La discipline de vol commence dès le roulage et ne s'arrête qu'à l'arrêt du moteur. À l'avenir, vous roulerez, décollerez et atterrirez en formation en permanence, sauf en cas de dommage ou d'urgence ».
Après l'échange, Pattle emmène un autre pilote, le sous-lieutenant d'aviation Ping Newton, pour un entraînement de combat aérien. L'escadron les observe. Ils montent à 10 000 pieds, se séparent puis lancent une attaque frontale afin qu'aucun des deux ne prenne l'avantage. Rapidement, Pattle se met dans sa traînée et Ping ne peut pas se débarrasser de son chef. Il reproche au pilote d'être trop souple aux commandes et exhorte ses hommes à être brutaux avec elles au combat. En une semaine, l'entraînement constant transforme l'escadron en une équipe efficace. Il inculque à ses pilotes un point essentiel concernant sa propre approche du combat : « Il faut être agressif en vol, mais sans témérité. Être toujours prêt à prendre l'initiative, mais seulement lorsque l'avion ennemi est désavantagé. Être prêt à réagir instinctivement en toute situation, et cela ne peut se faire que si l'on est alerte physiquement et mentalement. Une bonne vue et une coordination parfaite des mains et des pieds sont essentielles. Piloter un avion au combat doit être automatique. L'esprit doit être libre de penser à ce qu'il faut faire […] Il ne faut jamais obscurcir la réflexion sur la manière de procéder ».
Le 23 mars, Pattle effectue ses premières missions avec le 33e escadron, désormais basé à Larissa. Ils escortent les Blenheims du No. 84 Squadron RAF (en) au-dessus du Pinde et de Paramythiá. Appuyés par des Gladiators du No. 112 Squadron RAF (en), ils effectuent un raid sur Berat. La base nuageuse étant basse et épaisse et ils descendent en dessous à 580 mètres d'altitude (1 900 pieds). Les bombardiers attaquent et deux Hurricanes sont gravement endommagés par des tirs au sol. L'un des membres de l'escadron est abattu par un Fiat G.50 et doit sauter en parachute, tandis que les Italiens disparaisent avant de pouvoir riposter. Dans l'après-midi, il reçoit l'ordre de mitrailler l'aérodrome de Fier, fortement défendu. La mission est impopulaire. À 7 600 mètres d'altitude (25 000 pieds), ils sont interceptés et un combat aérien s'engage avec des G.50 et des Macchi M.C.200. Seuls Pattle et un autre Hurricane peuvent attaquer l'aérodrome. Furieux, Pattle réprimande les pilotes pour n'avoir pas accompli leur mission principale. Il déclare à cette occasion un chasseur ennemi comme une victoire probable et se rend à l'aérodrome pour remporter une autre victoire — sa 25e —, ainsi que trois autres au sol.

#### Bataille de Grèce et mort

##### Engagement de laLuftwaffe

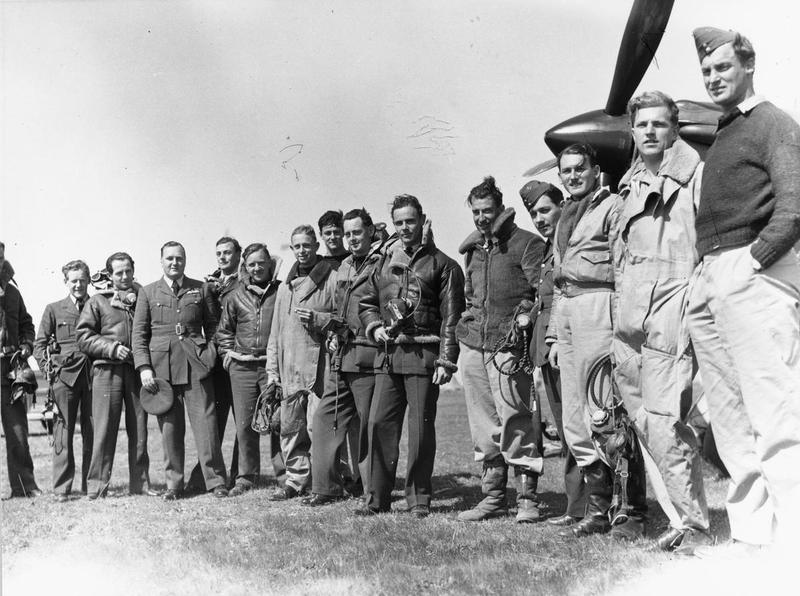
Le No. 33 Squadron RAF, en Grèce, vers 1941. Pattle est le 6e depuis la droite.

Le 6 avril 1941, le dictateur allemand Adolf Hitler décide de mettre fin au conflit dans les Balkans et de soumettre les États alliés. Les échecs italiens qui ont permis aux Britanniques de s'implanter sur le continent, trop près des stratégiques champs pétrolifères roumains, également alliés de l'Allemagne. L'invasion de la Yougoslavie débute le matin même et la Wehrmacht allemande intervient également en Grèce, déclenchant ainsi la bataille de Grèce.
Le No. 33 Squadron RAF (en) est immédiatement mis en alerte. À midi, Pattle reçoit l'ordre d'effectuer une patrouille de chasse au-dessus du col de Roupel (en) en Bulgarie, autre allié de l'Axe. C'est là qu'il a sa première rencontre avec la Luftwaffe. L'escadron no 33 attaque vingt Messerschmitt Bf 109 et en revendique cinq sans perte. Pattle remporte deux victoires sur des Bf 109E au-dessus du col de Roupel. Ces succès représentent ses 26e et 27e victoires aériennes,,,,. Par la suite, les détails varient quant à son score car toutes les archives sont détruites.
Le lendemain, il escorte le No. 11 Squadron RAF (en). Pattle n'aperçoit qu'un seul avion ennemi, bien qu'aucun membre de l'escadron ne puisse le voir. Il les quitte pour s'occuper de l'intrus. Trente secondes plus tard, ils sont témoins d'une explosion et de la chute d'un CR.42, tandis que Pattle les rejoint. Il aurait attaqué un Dornier Do 17 de reconnaissance du Sturzkampfgeschwader 2 (2e escadre de bombardement en piqué) qu'il prétend avoir détruit, bien qu'il semble que ce dernier ait regagné les lignes allemandes endommagé. Le 8 avril, malgré le mauvais temps, Pattle mène une attaque sur Pétritch en Bulgarie, détruisant plusieurs avions ennemis au sol,.
La guerre aérienne s'intensifie après une période de mauvais temps et la Luftwaffe commence à exercer une forte pression sur les communications et les forces terrestres alliées. Le 9 avril, Pattle revendique un Junkers Ju 88 endommagé, qui se révèlera être en réalité un Dornier Do 17. Il quitte l'appareil en flammes tandis que ce dernier disparait dans les nuages. Pattle reçoit confirmation du crash et part avec un membre de l'escadrille pour en rapporter des reliques. Le 10 avril, il escorte des chasseurs Blenheims du 11e escadron lors d'une mission au-dessus de Betjol en Yougoslavie. Ils sont attaqués par des escadrilles de Messerschmitt Bf 110 et de Messerschmitt Bf 109. Pattle abat un Bf 110 qui s'écrase en flammes et un Bf 109 dont le pilote saute en parachute. Le Vendredi saint, Pattle mène son escadrille au combat contre les bombardiers allemands plaçant des mines marines au-dessus du port de Vólos. Il expédie un Ju 88 et un Heinkel He 111 en mer. Ces succès représentent ses 33e et 34e victoires aériennes.

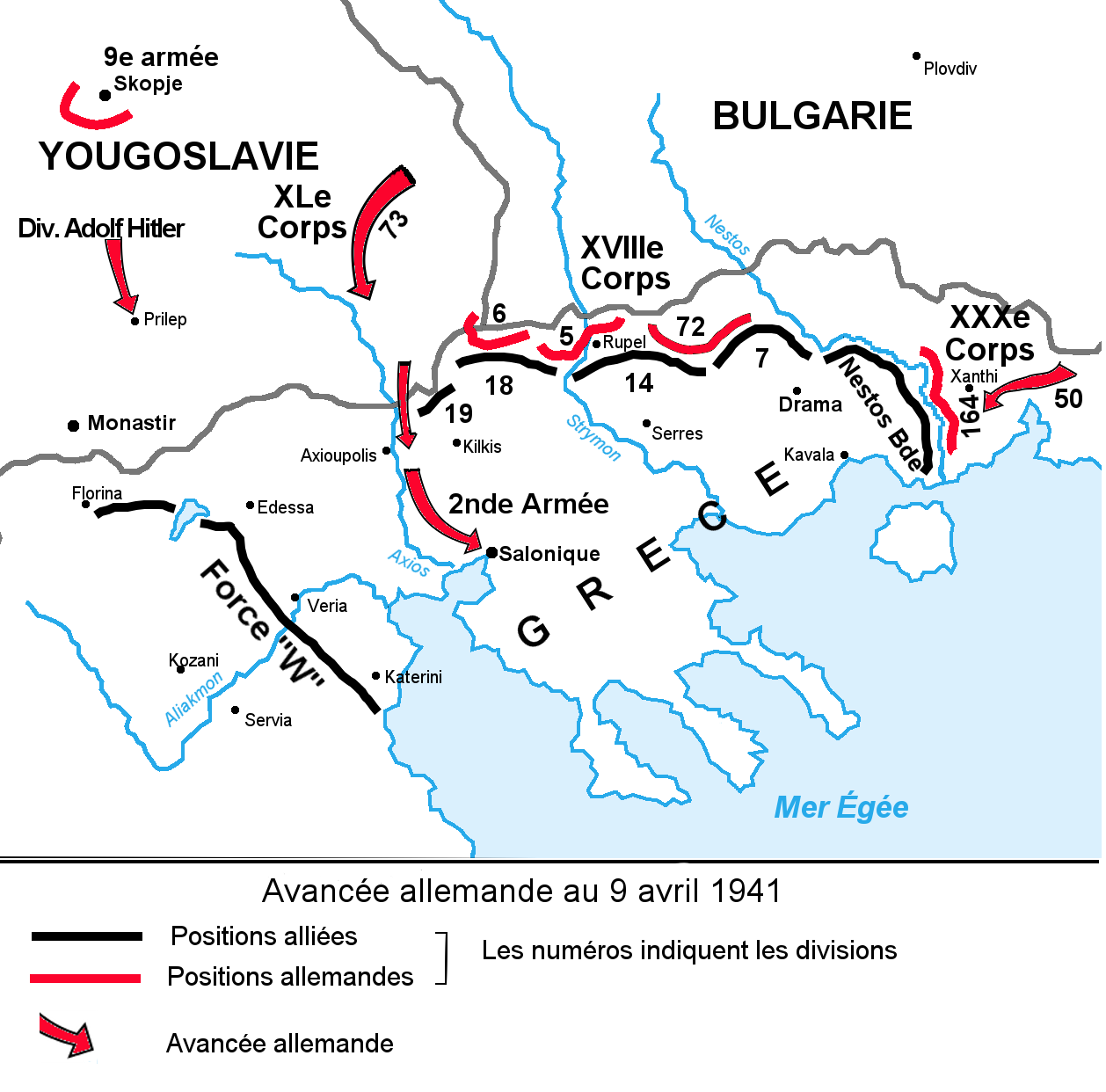

Le succès aérien de Pattle est éclipsé par les événements sur le terrain. Les forces alliées sont mises en déroute à la bataille de Vévi et la bataille de la ligne Metaxás (en) se solde par une défaite totale de l'armée grecque le 9 avril. Couvrant les forces grecques depuis Larissa, Pattle revendique un autre Dornier Do 17 et un Savoia-Marchetti SM.79, ainsi qu'un Messerschmitt Bf 109 endommagé, lors de ses 35e et 36e victoires aériennes. Les interceptions sont désormais plus difficiles avec la perte du port de Thessalonique, où les observateurs téléphonaient à son poste d'opérations pour avertir de l'approche d'avions ennemis au-dessus du mont Olympe. Pattle doit envoyer deux chasseurs patrouiller dans la zone, ce qui constitue un système d'alerte rudimentaire. De ce fait, les avertissements d'attaques imminentes sont rares. Les Allemands, opérant désormais depuis des aérodromes avancés, passant inaperçus. Le 13 avril, Pattle voit quinze Bf 109 mitrailler l'aérodrome tandis que trois Hawker Hurricanes décollent. Deux pilotes vétérans sont tués lors de cette brève bataille, en échange de deux Bf 109. Pattle recherche les pilotes du Hurricane et trouve un chasseur avec un parachute à côté, mais pas de pilote. Pattle est encore plus découragé. L'un des pilotes allemands saute en parachute et Pattle vit avec horreur les soldats grecs qui gardent l'aérodrome l'abattre alors qu'il descend en parachute. L'un des Bf 109 s'écrase en restant globalement intact. Il ordonne que personne ne s'approche du Bf 109, de peur qu'il ne soit piégé avec des explosifs.
Pattle remporte quatre victoires en cinq sorties le 14 avril. Un Bf 109, un Ju 88 et un Bf 110 sont déclarés détruits. Sa dernière victoire est un SM.79 italien dans l'après-midi. Ce jour-là, son bilan s'élève à 40 avions ennemis. Alors que l'épave de quelques vieux avions grecs et d'un SM.79 capturé sont en cours de nettoyage après l'attaque du 13 avril, John d'Albiac, commandant des forces aériennes britanniques en Grèce, arrive pour l'avertir de l'effondrement allié au nord du pays. Après avoir accompagné le commandant à bord d'un Westland Lysander escorté par cinq escadrons d'Hurricanes, Pattle évacue son escadron vers Éleusis.
Pendant le voyage, Pattle développe une forte fièvre. Néanmoins, le 19 avril, il effectue plusieurs missions aériennes. À cette date, la fièvre de Pattle se transforme en grippe et son état s'aggrave. Il ne veux pas que son escadron ait connaissance de sa maladie, Pattle craignant l'impact sur le moral et souhaitant donc de continuer à voler. Le commandant du No. 80 Squadron RAF (en), Tap Jones (en), rent visite à Pattle la veille et remarque qu'il est très amaigri et tiraillé. Jones aide Pattle, affaibli, à enfiler son équipement de vol. Jones est wing commander par intérim, mais n'interdit pas à Pattle de participer aux opérations. Pattle remporte six victoires ce jour-là — trois Ju 88 et trois Bf 109 — plus un Henschel Hs 126 partagé et deux victoires probables (un Ju 88 et un Bf 109). La bataille contre les Bf 109 a lieu au-dessus des aérodromes d'Éleusis et de Tanagra. Il engage le III./Jagdgeschwader 77 (JG 77) en position frontale et exécute un Immelmann qui le propulse derrière et au-dessus des Messerschmitts, lui permettant d'en abattre trois. Le 33e escadron revendique quatre Bf 109, dont trois sont perdus. Parmi les victimes figure l'as allemand Kurt Ubben (en). Ce dernier atterri en territoire allié et est récupéré par un Fieseler Fi 156, s'échappant vers ses propres lignes,.

##### Mort au Pirée

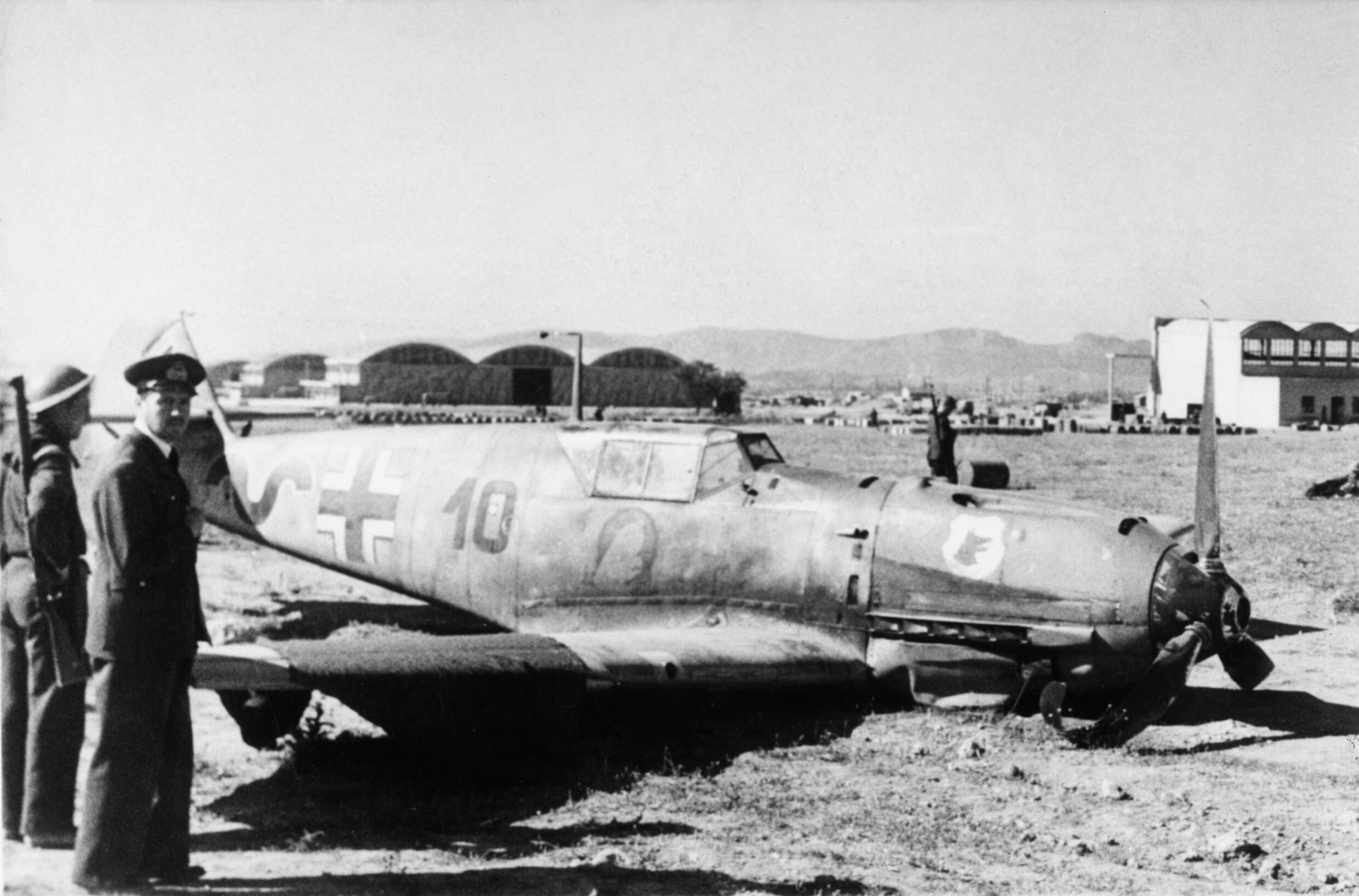
Un Messerschmitt Bf 109 du Jagdgeschwader 77 (JG 77) qui serait la 47e victime de Pattle. L'Unteroffizier Fritz Borchert qui le pilotait est fait prisonnier.

À l'aube du 20 avril 1941, les Allemands savent pertinemment que les forces britanniques et alliées entament des opérations préliminaires de retrait des ports du sud de la Grèce. La Luftwaffe lance des attaques massives contre ces points de départ afin d'empêcher ou de devancer une évacuation. Le 20 avril, la Luftwaffe s'attaque massivement aux navires alliés dans le port du Pirée. Ce même matin, vers 5 h, d'importantes formations apparaissent au-dessus d'Athènes, la capitale. Les unités de chasse alliées restantes dans la zone s'engagent à défendre les navires alliés dans ce qui deviendra la « bataille d'Athènes (en) ». À peine quinze Hawker Hurricanes, soit la totalité de la présence aérienne alliée en Grèce à l'époque, participent à une série de missions défensives au-dessus d'Athènes.
Pattle effectue plusieurs patrouilles ce matin-là tout en souffrant de sa forte fièvre. Il abat un Ju 88 et deux Bf 109 lors d'une interception matinale visant à interdire les opérations aériennes allemandes. L'une de ses victimes, un Bf 109 du III./JG 77, s'écrase à Larissa. Son succès porte le total de Pattle de 47 à 49. À 17 h, un autre raid aérien approche. Pattle est aperçu, juste avant l'alarme aérienne, au mess, allongé sur un canapé, grelottant sous des couvertures. Il est chargé d'une patrouille au-dessus des lignes, mais pendant le briefing de la mission, une centaine de bombardiers allemands escortés par des chasseurs attaquent la capitale, cherchant à attaquer les navires alliés dans le port. Il court vers la porte en direction d'un Hurricane. Son adjudant, George Rumsey, tente de l'arrêter, mais Pattle est déterminé à voler. En route vers son chasseur, il échappe de justesse à la mort lors d'un mitraillage par un Bf 110 volant à basse altitude. Il prend son envol quelques minutes plus tard. Pattle prend de l'altitude et se dirige vers le port du Pirée à 6 000 mètres d'altitude (20 000 pieds).
À cette époque, d'autres Hurricane sont déjà en action aux côtés de Bf 110 du Zerstörergeschwader 26 (ZG 26). L'as d'origine irlandaise Eric Norman « Timber » Woods (du 80e escadron, distinct d'Eric Joseph Woods qui participe à la même campagne au sein du 33e escadron) attaque une formation de Bf 110 positionnée au-dessus de lui. L'un des Bf 110 se détache et pique sur le pilote de la RAF. Pattle, sachant instinctivement que les Allemands ont l'avantage et que le pilote du Hurricane a agi de manière imprudente, pique sur le Bf 110. Il engage le Bf 110, sachant qu'il serait probablement lui aussi suivi et attaqué par l'arrière. Il réussit à l'abattre, provoquant des flammes, mais non sans avoir tiré à bout portant sur le Hurricane, avec le même effet. Woods meurt lorsque son chasseur s'écrase dans le port. Pattle évite une contre-attaque allemande et prend de l'altitude au lieu de tenter un piqué, les Bf 110 pouvant surpasser le Hurricane en piqué. Il tire sur un autre Bf 110 et évite une collision avec un troisième. Aucun pilote de la RAF ne voit Pattle mourir avec certitude. Jimmy « Kettle » Kettlewell, un membre de l'unité de Pattle, arrive sur les lieux quelques instants après la victoire de Pattle. Il voit un Hurricane solitaire piquer vers la mer, son pilote affalé sur les commandes avec des flammes ravageant le compartiment moteur. Deux Bf 110 tirent toujours sur lui. Saisissant l'occasion, il engage le combat et abat l'un d'eux, le voyant ainsi que le Hurricane s'écraser simultanément sur la mer. Kettle ne précise pas le sort de l'équipage allemand ; cette victoire étant sa cinquième, ce qui fait de lui un as,. Il est possible que la victime de Kettlewell soit l'un des deux Bf 110 du 5./ZG 26 perdus : le Bf 110E no 4272 ou le Bf 110E (no 4299. Un troisième Bf 110 s'écrase, gravement endommagé. Kettlewell est abattu et blessé lors de la même bataille.
Les archives conservées montrent que parmi les prétendants allemands figurent le Staffelkapitän Theodor Rossiwall et l'Oberleutnant Sophus Baagoe (en), qui sont crédités de victoires contre des Hurricanes, portant leurs scores respectifs à 12 et 14. Baagoe sera tué au combat moins d'un mois plus tard, le 14 mai 1941. On ne peut savoir avec certitude lequel des deux abat Pattle, car trois autres pilotes allemands revendiquent la victoire lors de la bataille aérienne,. Roald Dahl, l'un des pilotes du 80e escadron engagé dans la bataille, rapporte que cinq Hurricane sont abattus lors de plusieurs combats aériens ce jour-là, et que quatre pilotes périssent. L'un d'eux est Pattle.

## Victoires
Bien que la plupart des victoires de Pattle sont revendiquées aux commandes d'un Hawker Hurricane, au moins quinze d'entre elles sont abattues depuis un Gloster Gladiator. Ses victoires incluent 26 avions italiens.
Pattle est provisoirement crédité de cinquante victoires aériennes (dont deux partagées), de sept victoires probables (dont une partagée) et de quatre appareils endommagés (dont deux partagés),. Il est probable qu'il a détruit au moins quarante avions ennemis, un chiffre que le biographe Edgar Baker a compilé à partir d'une liste de documents semi-officiels et de journaux de bord. Baker affirme que le chiffre réel peut être plus élevé, en raison de l'incapacité des chercheurs d'après-guerre à établir un chiffre exact, en raison de la perte ou de la destruction des archives britanniques lors de la retraite de Grèce ou pendant l'occupation qui a suivi,. Des recherches récentes sur les déclarations de Pattle montrent que 23 d'entre elles peuvent être directement liées à des documents d'ici mars 1941. L'Air Historical Branch (en) (AHB) détient des informations recueillies « de mémoire ». Les travaux de Baker suggèrent que 17 autres ont été revendiqués en avril 1941. D'autres recherches consacrées à l'histoire des unités de bombardiers allemands, dont certaines ont participé aux batailles aériennes contre l'unité de Pattle, attirent l'attention sur le fait que 97 à 98 % de tous les documents primaires allemands appartenant à la Luftwaffe ont été perdus soit par les bombardements alliés, soit détruit sur l'ordre d'Hermann Göring qui a exigé la destruction tous les documents au cours de la première semaine de mai 1945. Cela rend toute recherche sur les pertes de bombardiers allemands difficile.
| Liste des victoires aériennes de Marmaduke Pattle | Liste des victoires aériennes de Marmaduke Pattle | Liste des victoires aériennes de Marmaduke Pattle | Liste des victoires aériennes de Marmaduke Pattle                                       | Liste des victoires aériennes de Marmaduke Pattle |
| Revendication                                     | Date                                              | Appareil                                          | Victoires                                                                               | Notes |
| ------------------------------------------------- | ------------------------------------------------- | ------------------------------------------------- | --------------------------------------------------------------------------------------- | --- |
| 1–2.                                              | 4 août 1940                                       | Gladiator                                         | 1 x Breda Ba.65, 1 x Fiat CR.42                                                         | Contre six Ba 65 de la 159e Squadriglia, 50e Stormo et six CR.42 et CR.32 de la 160e Squadriglia, 50e Stormo. Les Italiens subissent quatre pertes à leur escadron, tandis que le 80e escadron déclare deux Ba.65, un CR.32 et un CR.42 détruits,. |
| 3–4.                                              | 8 août 1940                                       | Gladiator                                         | 2 x Fiat CR.42                                                                          | Les 9e et 10e Gruppo perdent quatre CR.42 et quatre autres chasseurs sont endommagés ou doivent atterrir de force. L'escadron 80 en revendique neuf, dont six probablement détruits,. |
|                                                   | 15 septembre 1940                                 | Gladiator                                         | 1 x SM.79 endommagé                                                                     | [ 82 ] |
| 5–6.                                              | 19 novembre 1940                                  | Gladiator                                         | 2 x Fiat CR.42                                                                          | Contre les CR.42 du 160e Gruppo et les G.50bis du 24e Gruppo, qui perdent trois CR.42 et un G.50bis. L'escadron no 80 revendique neuf avions détruits et deux probables,. |
|                                                   | 27 novembre 1940                                  | Gladiator                                         | Deux SM.79 (ou CR.42) partagés                                                          | Revendiqué avec 11 autres pilotes. |
|                                                   | 29 novembre 1940                                  | Gladiator                                         | 2 SM.79 partagés endommagés                                                             | Les deux Z.1007bis du 47e Stormo (avec William Vale),. |
| 7–8.                                              | 2 décembre 1940                                   | Gladiator                                         | 2 x Ro 37                                                                               | Le 72e Gruppo perd trois appareils. |
| 9–11.                                             | 4 décembre 1940                                   | Gladiateur                                        | 3 x Fiat CR.42 2 x Fiat CR.42 probables 1 x CR.42 endommagé                             | Le 150e Gruppo perd deux appareils. |
| 12–13.                                            | 20 décembre 1940                                  | Gladiator                                         | 1 x SM.79 1 x SM.81                                                                     | Un SM.79 de la 253e « Squadriglia », 104e Gruppo, est abattu et un SM.81 du 38e Stormo est également perdu. |
| 14.                                               | 21 décembre 1940                                  | Gladiator                                         | 1 Fiat CR.42 1 BR.20 probable                                                           | L'escadron no 80 revendique huit appareils détruits. Le 160e Grupp affirme avoir perdu deux appareils et en avoir forcé un à atterrir. Un BR.20 du 47e Stormo est endommagé. |
|                                                   | 28 janvier 1941                                   | Gladiator                                         | Troisième part x CANT Z.1007 détruite demi-part x BR.20 probable                        | Le 80e escadron revendique deux appareils détruits, un probable et un endommagé. |
| 15.                                               | 9 février 1941                                    | Gladiator                                         | 1 Fiat CR.42                                                                            | Contre 16 CR.42 du 150e Gruppo. La 364e escadrille perd deux appareils et deux se sont écrasés. Le 80e escadron revendique quatre appareils détruits, trois probables pour un appareil perd,. |
|                                                   | 10 février 1941                                   | Gladiator                                         | 1 x Z.1007 endommagé 1 x BR.20 endommagé                                                | [ 82 ] |
| 16.                                               | 20 février 1941                                   | Hurricane                                         | 1 x Fiat G.50 Freccia                                                                   | Engage huit appareils du 154e Autonomo Gruppo qui perde deux Fiat G.50 et un G.50 endommagé. |
| 17.                                               | 27 février 1941                                   | Hurricane                                         | 1 Fiat CR.42                                                                            | Engage 13 CR 42 du 150e Gruppo qui perd deux appareils. Les 80e et 33e escadrons revendiquent sept Fiat abattus,. |
| 18–21.                                            | 28 février 1941                                   | Hurricane                                         | 2 Fiat CR.42 2 Fiat BR.20 1 Fiat CR.42 probable                                         | Le 37e Stormo perd trois BR.20 (et un abandon forcé) contre cinq pour la RAF. Le 160e Gruppo perdu deux CR.42, contre 13 selon la RAF. La RAF en revendique 27 au total,. |
| 22–24.                                            | 4 mars 1941                                       | Hurricane                                         | 3 Fiat G.50 1 Fiat CR.42 probable.                                                      | Contre les G.50bis et CR.42 du 24e Gruppo. La RAF revendique sept G.50bis détruits, quatre probables et quatre endommagés, trois CR.42 et un probable, perdant deux Hurricane et deux pilotes tués. Aucune perte de G.50bis n'a été enregistrée, tandis que pour le 24e Gruppo, deux CR.42 sont perdus et un autre endommagé.                                                                    |
| 25.                                               | 23 mars 1941                                      | Hurricane                                         | 1 Fiat G 50 1 Fiat G.50 probable 3 Fiat G.50 au sol.                                    | L'escadron no 33 revendique trois G.50bis abattus, un probable et deux endommagés. Les archives italiennes ne permettent pas de vérifier ces déclarations aériennes car elles font état d'un Fiat G.50bis détruit (incendie) au sol,. |
| 26–27.                                            | 6 avril 1941                                      | Hurricane                                         | 2 x Bf 109s.                                                                            | Contre huit Bf 109E du 8./Jagdgeschwader 27 (JG 27). Le 33e escadron en revendique cinq sans perte, le 8./JG 27 en perd quatre et un cinquième s'écrase. Un autre Bf 109 est perdu,. |
| 28–29.                                            | 7 avril 1941                                      | Hurricane                                         | 1 x Dornier Do 17 1 x CR 42                                                             | Probablement Do 17 du Stab./Sturzkampfgeschwader 2, signalé attaqué et endommagé à 15 %. |
| 30.                                               | 9 avril 1941                                      | Hurricane                                         | 1 x Dornier Do 17                                                                       | Initialement présenté comme un Ju 88 endommagé, il s'agit en fait d'un Do 17Z du 9./Kampfgeschwader 2. Pattle inspecte l'épave pour confirmation,. |
| 31–32.                                            | 10 avril 1941                                     | Hurricane                                         | 1 x Bf 110 1 x Bf 109.                                                                  | Deux Bf 110 du 7./Lehrgeschwader 2 sont perdus dans la journée, ainsi qu'un Bf 109E du Stab./JG 27, mais tous sont apparemment enregistrés comme des accident. |
| 33–34.                                            | 11 avril 1941                                     | Hurricane                                         | 1 x Junkers Ju 88 1 x Heinkel He 111                                                    | Il s'agit d'au moins un Ju 88 volant à basse altitude du III/Kampfgeschwader 30 (KG 30). |
| 35–36.                                            | 12 avril 1941                                     | Hurricane                                         | 1 Dornier Do 17 1 S-79 1 Bf 109 endommagé                                               | Le VIII. Fliegerkorps signale la perte d'un Ju 88, probablement du I./Lehrgeschwader 1. Deux SM.79 sont déclarés détruits. Le Bf 109, selon Pattle, fait partie de leur escorte,. |
| 37–40.                                            | 14 avril 1941                                     | Hurricane                                         | 1 x Junkers Ju 88 1 x SM.79 1 x Bf& 109 1 x Bf 110                                      | Les archives allemandes indiquent que un Bf 109 perdu. Un Ju 88 revendiqué, probablement du II/Kampfgeschwader 51, qui perd deux appareils. |
| 41–46.                                            | 19 avril 1941                                     | Hurricane                                         | 3 x Junkers Ju 88 1 x Junkers Ju 88 probable troisième part Hs 126 1 x SM.79 2 x B 109. | L'une des revendications concernant le Ju 88 peut être corroborée. Pattle abat un avion du I./KG 51,. Un Henschel Hs 126 est aussi détruit. Le 33e escadron revendique quatre BF 109 pour un Hurricane abattu et deux gravement endommagés. Le III./JG 77 perd trois Bf 109E. L'Oberleutnant Kurt Ubben (en) du 8./JG 77 effectue un atterrissage forcé dans les lignes alliées et est récupéré. |
| 47–50.                                            | 20 avril 1941                                     | Hurricane                                         | 1 Junkers Ju 88 2 Bf 109 1 Bf 110                                                       | Pour lee deux Bf 109E du III./JG 77 : l'un est porté disparu et l'autre Bf 109 s'écrase à Larissa gravement endommagé. 15 Hurricanes des 33e et 80e escadrons interceptent des Ju 88 et entrent en combat contre l'escorte Bf 110 du 5./ZG 26. Deux Bf 110 sont perdus et un troisième s'écrase gravement endommagé. La RAF revendique sept Bf 110 au total.                                     |

## Postérité

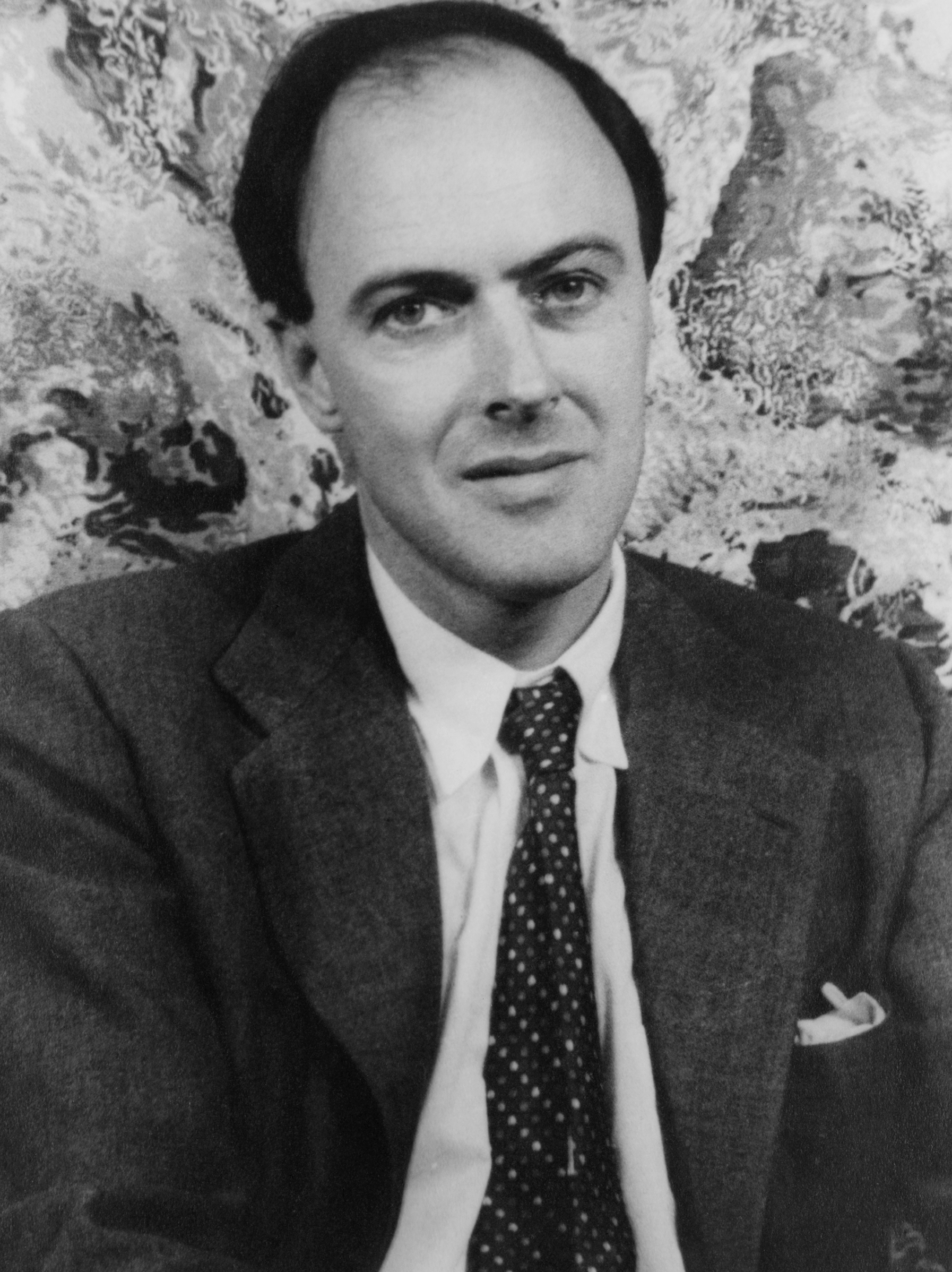
Roald Dahl, ancien combattant aux côtés de Pattle le mentionne dans son livre Escadrille 80 (1986).

Pattle est commémoré sur le mémorial d'El Alamein (en), aux côtés de 3 000 autres aviateurs du Commonwealth qui ont perdu la vie au Moyen-Orient pendant la Seconde Guerre mondiale et qui n'ont pas de sépulture connue.
L'Air marshal Peter Wykeham (en) se souvient : « Pat Pattle était un pilote né. Certains pilotes de chasse ne faisaient pas long feu parce qu'ils étaient trop bienveillants envers leur avion ; d'autres réussissaient en le frappant à mort. Et leurs victoires s'accompagnaient de moteurs éclatés, de rivets qui sautaient, de fils tendus, d'ailes froissées. Mais Pat était un pilote sensible, qui prenait soin de sa machine, mais, d'une certaine manière, il en tirait plus que quiconque, et peut-être même plus que ce qu'elle pouvait donner ».
Pattle est mentionné dans la deuxième autobiographie de Roald Dahl Escadrille 80 (1986). Il vole avec Pattle en Grèce et le qualifie de « plus grand as de l'aviation de la Seconde Guerre mondiale ».
Le roman Signed with Their Honour (en) (1942), du correspondant de guerre James Aldridge, est un récit romancé mais réaliste des activités du 80e escadron en Grèce. Il est dédié à Pattle et au commandant de l'escadron, Hickey, également tué au combat en Grèce.